# Cortadura (przystanek kolejowy)
Cortadura (hiszp. Estación de Cortadura) – stacja kolejowa w Kadyksie, w Prowincji Kadyks, we wspólnocie autonomicznej Andaluzja, w Hiszpanii. Znajduje się 500 m od plaży Cortadura. Stanowi część linii C-1 Cercanías Cádiz.

## Położenie stacji
Znajduje się na linii kolejowej Alcázar de San Juan – Kadyks w km 153,9.

## Stacja
Została otwarta w 1998 roku i służyła jako tymczasowy terminal podczas przebudowy linii kolejowej w Kadyksie i schowaniu jej do tunelu. 

## Linie kolejowe
- Alcázar de San Juan – Kadyks

## Połączenia
Stacja obsługuje pociągi podmiejskie o częstotliwości od 15 do 60 min w kierunku Kadyksu i Jerez do San Fernando-Bahía Sur i 30 do 60 minut do Jerez w dni powszednie. W weekendy i święta częstotliwości wynosi 1 pociąg co godzinę przez cały dzień.